# Giovanni Falcone
Giovanni Falcone (18. maj 1939, Palermo – 23. maj 1992, Palermo) var en italiensk dommer, der stod som forbillede for hele Italien i kampen mod den sicilianske mafia. Han blev udnævnt til formand for flere organer, der havde til opgave at bekæmpe mafiaen, hvilket også var grunden til hans tidlige død. Han blev myrdet af en bilbombe efter flere mordforsøg på hans person. Efter hans død vågnede Italien op og indledte en voldsom indsats mod mafiaen, hvilket resulterede i arrestation og fængsling af flere store navne inden for den organiserede kriminalitet.